# Agrypnus acervatus
Agrypnus acervatus is een keversoort uit de familie van de kniptorren (Elateridae). De wetenschappelijke naam van de soort werd voor het eerst geldig gepubliceerd in 1888 door Ernest Candèze.